# みやま柳川インターチェンジ

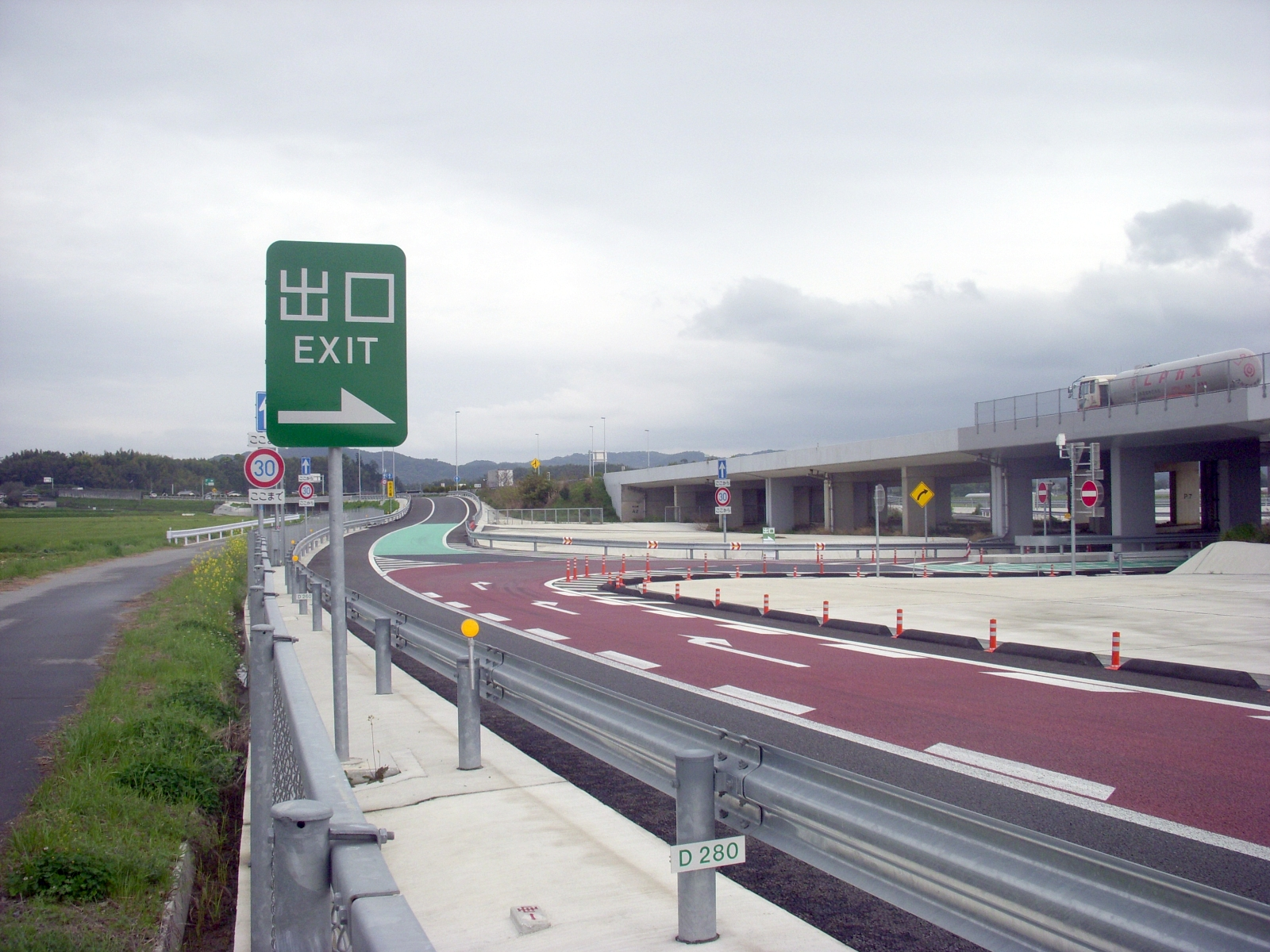
下り線側のランプ部分

みやま柳川インターチェンジ（みやまやながわインターチェンジ）は福岡県みやま市瀬高町本吉にある九州自動車道のインターチェンジ（地域活性化インターチェンジ）である。鞍手ICとともに国土交通省に設置認可され、2009年（平成21年）3月29日供用を開始した。

## 概要
九州自動車道の八女ICから7.2km、南関ICから9.4kmの位置にある。以前は、みやまおよび柳川方面から九州自動車道へアクセスするには、八女ICもしくは南関ICを利用する必要があったため不便であり、これは同地域の地元利用者はもとより、パッケージツアーを組む上でもネックとなっていたが、当ICの設置により同地域からのアクセスが改善した。
認可当初の仮称は当時の山門郡瀬高町に位置していたこともあり、瀬高インターチェンジという名称だったが、後に瀬高町がみやま市となったことや、柳川市方面へのアクセス向上も兼ねてみやま・柳川両市でつくる新ICの設置促進期成会が西日本高速道路九州支社に要望したことにより、現在の名称となった。従って、「みやま柳川」という名称ではあるものの、インターチェンジ自体はみやま市の東部に存在している。
門司IC方面からの流出ランプと鹿児島IC方面への流入ランプが平面交差するため、インターチェンジ内に交差点がある。T型に分類され、同種の他のインターチェンジでは信号機が設置されている場合があるが、当インターチェンジには設置されていない。流出ランプが優先路となっており、流入ランプは一時停止になっている。

## 工費
- 総事業費44億円（うち福岡県の事業費は約26億円）
  - 本体工事5億円
    - 県道の一部として大半を福岡県が負担。会社は加減速車線部ならびに料金徴収施設を負担（地域活性化インターチェンジ）

  - 接続道路は県道につき主に県負担

## 料金所
- ブース数：4

### 入口

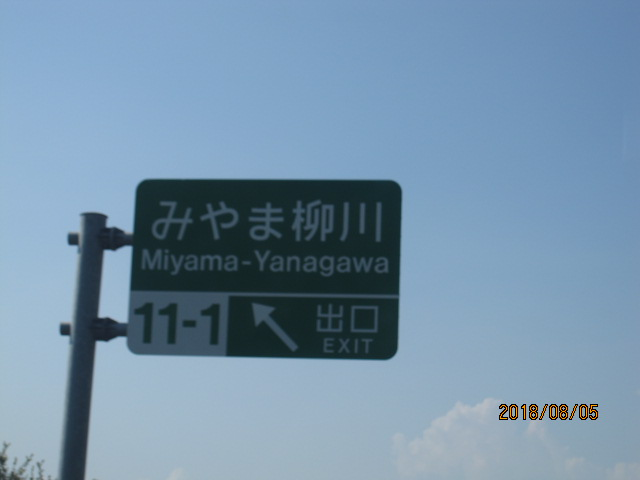
インターの看板

- ブース数：2
  - ETC専用：1
  - ETC/一般：1

### 出口
- ブース数：2
  - ETC専用：1
  - 一般（時間帯によりＥＴＣ/ 一般）：1

## 沿革
- 2004年（平成16年）
  - 6月29日 : 工事着手。
  - 12月 : 第1回国土開発幹線自動車道会議（国幹会議）にて整備計画変更了承。
- 2005年（平成17年）1月30日 : 整備計画決定。
- 2009年（平成21年）3月29日 : 供用開始。

## 接続道路

### 直接接続
- 福岡県道775号本吉小川線バイパス

### 間接接続
- 国道443号
- 国道443号三橋瀬高バイパス
- 福岡県道774号飯江長田線

## 隣
E3 九州自動車道
(11)八女IC - 瀬高BS - (11-1)みやま柳川IC - 山川PA - (12)南関IC